# Gare de Chaulnes
La gare de Chaulnes est une gare ferroviaire française de la ligne d'Amiens à Laon, située à 1 500 m au sud du centre-ville de Chaulnes, dans le département de la Somme, en région Hauts-de-France.
Elle est mise en service en 1867, par la Compagnie des chemins de fer du Nord.
C'est une gare de la Société nationale des chemins de fer français (SNCF), desservie par des trains TER Hauts-de-France.

## Situation ferroviaire

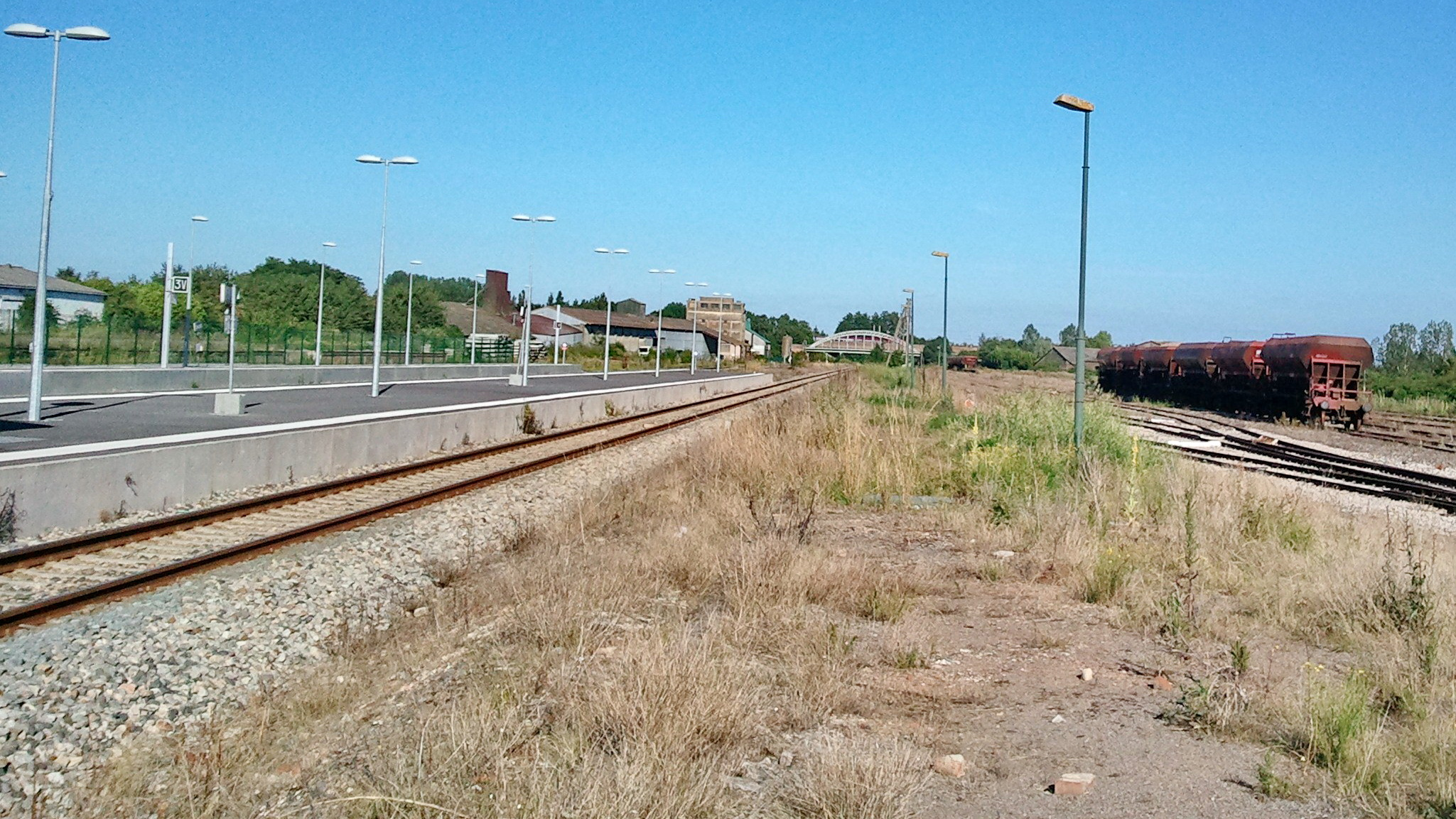
Vue générale de la gare, avec ses quais voyageurs à gauche, ses 9 voies marchandises à droite, et, au fond, juste au-delà du pont routier, celui supportant la LGV Nord

Établie à 89 mètres d'altitude, la gare de Chaulnes est située au point kilométrique (PK) 37,712 de la ligne d'Amiens à Laon, entre les gares ouvertes de Rosières et de Nesle, dont elle est séparée par la halte fermée de Curchy-Dreslincourt. C'est un nœud ferroviaire situé au PK 131,673 de la ligne de Saint-Just-en-Chaussée à Douai (partiellement déclassée).
Elle dépend de la région ferroviaire d'Amiens. Elle dispose de deux voies principales (V1 et V2) et deux quais d'une « longueur continue maximale » (longueur utile) : de 175 m pour le quai 1 et 194 m pour le quai 2.

## Histoire
La Compagnie des chemins de fer du Nord met en service la section d'Amiens à Chaulnes, ainsi que cette gare, le 1er juillet 1867.
En 2007, est construite une voie d'évitement, tandis que les deux anciens postes mécaniques (datant de 1928) et la halle à marchandises sont détruits. Lesdits postes sont remplacés par un PIPC.
Le 26 juin 2011, la SNCF fait installer une passerelle équipée d'ascenseurs pour une meilleure accessibilité des quais.

## Service des voyageurs

### Accueil
Gare SNCF, elle possède un bâtiment voyageurs, avec guichet, ouvert tous les jours.
Une passerelle, équipée d'ascenseurs, permet le passage d'un quai à l'autre.

### Desserte
Chaulnes est desservie par des trains régionaux TER Hauts-de-France qui effectuent des missions entre les gares d'Amiens et de Tergnier ou de Laon. En 2009, la fréquentation de la gare était de 386 voyageurs par jour.

### Intermodalité
Un parking pour les véhicules est aménagé. Un service de remplacement par autocars permet de relier Chaulnes à Montdidier et à Roisel.

## Galerie de photographies

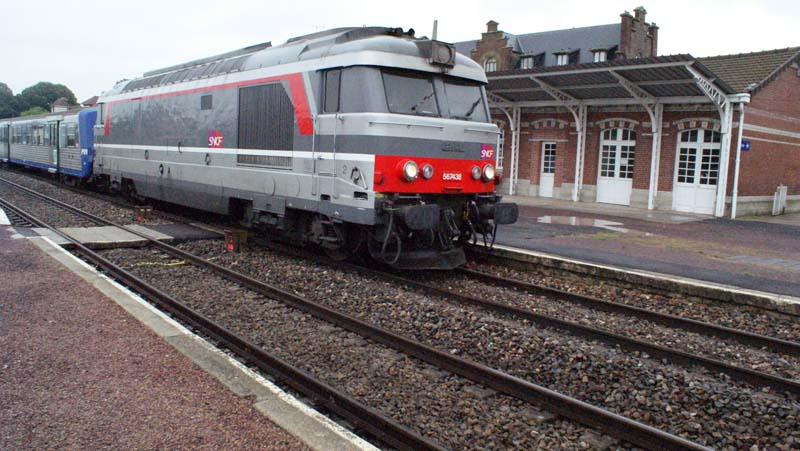
BB 67438 en tête d'une RRR à Chaulnes.
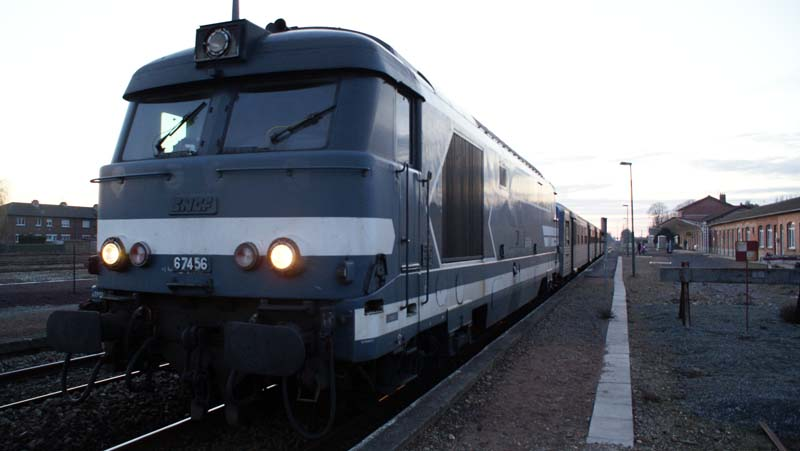
BB 67456 en tête d'une RRR à Chaulnes
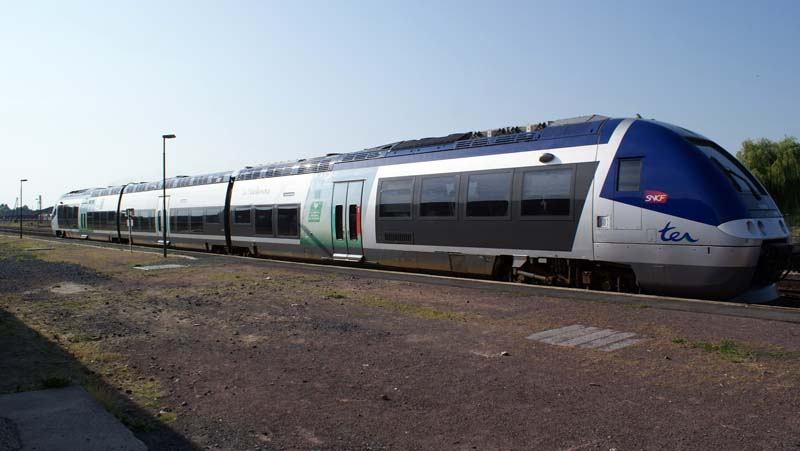
X76585-586 en gare de Chaulnes
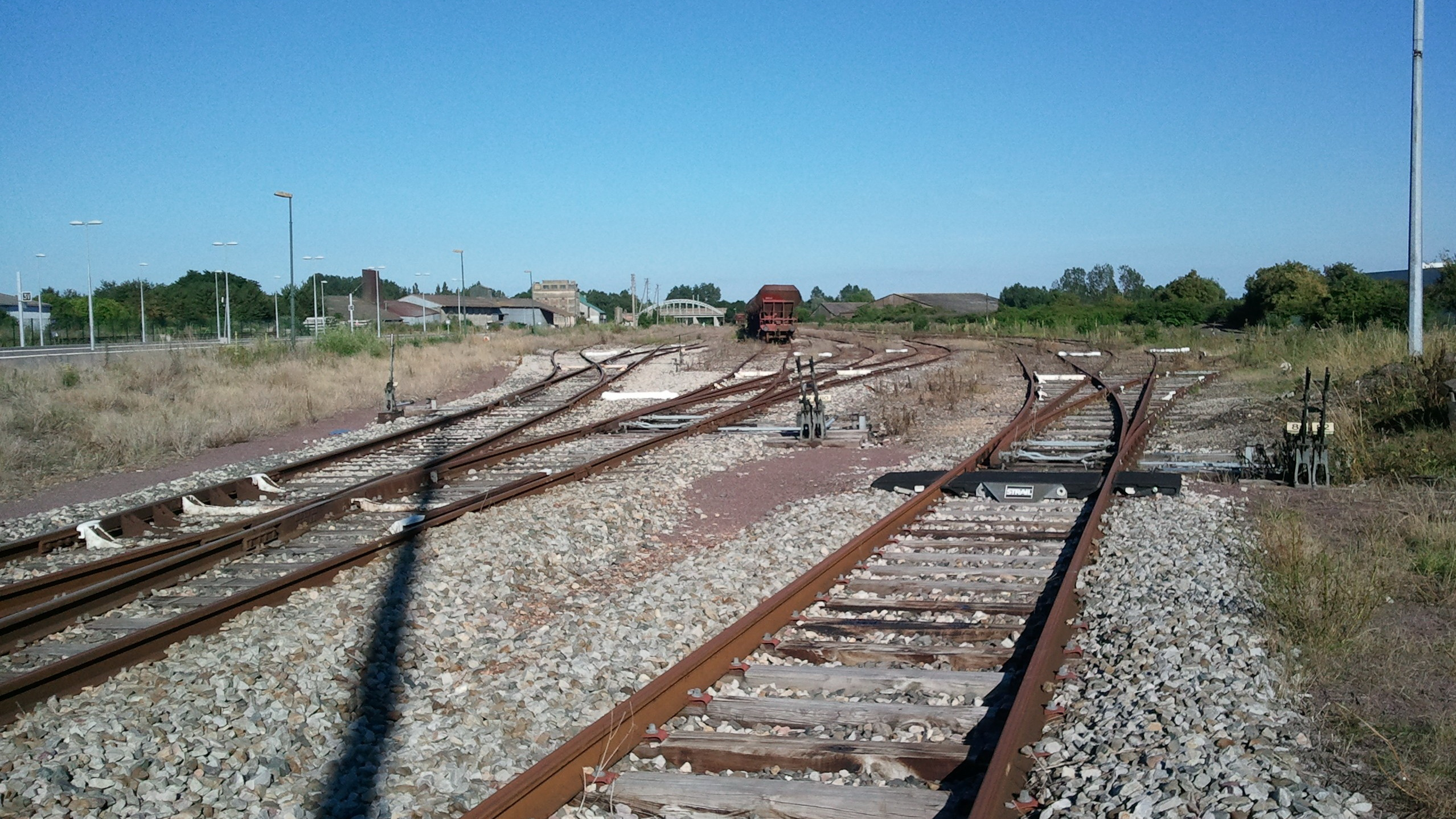
Le faisceau marchandises, durant l'été 2012